# Coupe d'Angleterre féminine de football
La Coupe d'Angleterre féminine de football (Feminine Association Women's Cup) est une compétition placée sous l'égide de la fédération d'Angleterre de football ouverte à toutes les équipes féminines du pays.
Depuis la création du Championnat d'Angleterre de football féminin en 1993, les équipes semi-professionnelles affiliées aux équipes masculines dominent la compétition.
Le tenant du titre est le Manchester City LFC. L'Arsenal LFC est le club le plus titré avec 14 victoires.

## Format
À l'instar de la compétition masculine, les clubs des divisions les plus importantes ne font leur entrée qu'après les différents tours de qualification. Les modalités d'entrée dans la compétition pour les équipes sont les suivantes :
- entrée au troisième (et dernier) tour qualificatif : FA Women's Premier League Division 2 (jusqu'à 48 équipes)
- entrée au deuxième tour : FA Women's Premier League North et South Divisions (24 équipes)
- entrée au troisième tour : FA Women's Super League 2 (10 équipes)
- entrée au cinquième tour (seizièmes de finale) : FA Women's Super League (9 équipes en 2016)

Les autres clubs participent au tour préliminaire ou en sont exemptés et disputent donc le premier tour qualificatif. Au total, il y a trois tours qualificatifs dont les choix des rencontres sont liés à des critères géographiques.

## Palmarès
Le tableau suivant présente les vainqueurs de la coupe depuis 1971 :
| N° | Édition | Vainqueur                       | Score de la finale   | Finaliste                   | Lieu de la finale                     | Affluence |
| -- | ------- | ------------------------------- | -------------------- | --------------------------- | ------------------------------------- | --------- |
| 1  | 1971    | Southampton FCW (1)             | 4 - 1                | Stewarton & Thistle         | Crystal Palace National Sports Centre | ?         |
| 2  | 1972    | Southampton FCW (2)             | 3 - 2                | Lee's Ladies                | Eton Park                             | 1 500     |
| 3  | 1973    | Southampton FCW (3)             | 2 - 0                | Westthorn United            | Bedford Town FC                       | 3 000     |
| 4  | 1974    | Fodens LFC (1)                  | 2 - 1                | Southampton FCW             | Bedford Town FC                       | ?         |
| 5  | 1975    | Southampton FCW (4)             | 4 - 2                | Warminster LFC              | Dunstable Town FC                     | ?         |
| 6  | 1976    | Southampton FCW (5)             | 2 - 1 ap             | Queen's Park Rangers Ladies | Bedford Town FC                       | 1 500     |
| 7  | 1977    | Queen's Park Rangers Ladies (1) | 1 - 0                | Southampton FCW             | Champion Hill                         | 3 000     |
| 8  | 1978    | Southampton FCW (6)             | 8 - 2                | Queen's Park Rangers Ladies | Slough Town FC                        | ?         |
| 9  | 1979    | Southampton FCW (7)             | 1 - 0                | Lowestoft Ladies            | Waterlooville FC                      | 1 200     |
| 10 | 1980    | St Helens WFC (1)               | 1 - 0                | Preston North End           | ?                                     | ?         |
| 11 | 1981    | Southampton FCW (8)             | 4 - 2                | St Helens WFC               | Knowsley Road                         | ?         |
| 12 | 1982    | Lowestoft Ladies (1)            | 2 - 0                | Middlesbrough FCW           | Loftus Road                           | ?         |
| 13 | 1983    | Doncaster Belles (1)            | 3 - 2                | St Helens WFC               | Sincil Bank                           | ?         |
| 14 | 1984    | Howbury Grange (1)              | 4 - 2                | Doncaster Belles            | Sincil Bank                           | ?         |
| 15 | 1985    | Friends of Fulham (1)           | 2 - 0                | Doncaster Belles            | Craven Cottage                        | ?         |
| 16 | 1986    | Norwich City (1)                | 4 - 3                | Doncaster Belles            | ?                                     | ?         |
| 17 | 1987    | Doncaster Belles (2)            | 2 - 0                | St Helens WFC               | City Ground                           | ?         |
| 18 | 1988    | Doncaster Belles (3)            | 3 - 1                | Everton FC                  | ?                                     | ?         |
| 19 | 1989    | Everton FC (1)                  | 3 - 2                | Friends of Fulham           | Old Trafford                          | 941       |
| 20 | 1990    | Doncaster Belles (4)            | 1 - 0                | Friends of Fulham           | Baseball Ground                       | 3 000     |
| 21 | 1991    | Millwall Lionesses (1)          | 1 -0                 | Doncaster Belles            | Prenton Park                          | 4 000     |
| 22 | 1992    | Doncaster Belles (5)            | 4 - 0                | Southampton Saints          | Prenton Park                          | ?         |
| 23 | 1993    | Arsenal WFC (1)                 | 3 - 0                | Doncaster Belles            | Manor Ground, Oxford                  | 3 547     |
| 24 | 1994    | Doncaster Belles (6)            | 1 - 0                | Liverpool FCW               | Glanford Park                         | 1 674     |
| 25 | 1995    | Arsenal WFC (2)                 | 3 - 2                | Liverpool FCW               | Prenton Park                          | ?         |
| 26 | 1996    | Charlton Athletic WFC (1)       | 1 - 1 ap (3 - 2 tab) | Liverpool FCW               | The New Den                           | 2 110     |
| 27 | 1997    | Millwall Lionesses (2)          | 1 - 0                | Wembley                     | Upton Park                            | 3 015     |
| 28 | 1998    | Arsenal WFC (3)                 | 3 - 2                | Charlton Athletic WFC       | The Valley                            | ?         |
| 29 | 1999    | Arsenal WFC (4)                 | 2 - 0                | Southampton Saints          | The Valley                            | 6 450     |
| 30 | 2000    | Charlton Athletic WFC (2)       | 2 - 1                | Doncaster Belles            | Bramall Lane                          | 3 434     |
| 31 | 2001    | Arsenal WFC (5)                 | 1 - 0                | Fulham WFC                  | Selhurst Park                         | 13 824    |
| 32 | 2002    | Fulham WFC (1)                  | 2 - 1                | Doncaster Belles            | Selhurst Park                         | 10 124    |
| 33 | 2003    | Fulham WFC (2)                  | 3 - 0                | Charlton Athletic WFC       | Selhurst Park                         | 10 389    |
| 34 | 2004    | Arsenal WFC (6)                 | 3 - 0                | Charlton Athletic WFC       | Loftus Road                           | 12 244    |
| 35 | 2005    | Charlton Athletic WFC (3)       | 1 - 0                | Everton FC                  | Upton Park                            | 8 567     |
| 36 | 2006    | Arsenal WFC (7)                 | 5 - 0                | Leeds United Women          | The New Den                           | 13 452    |
| 37 | 2007    | Arsenal WFC (8)                 | 4 - 1                | Charlton Athletic WFC       | City Ground                           | 24 529    |
| 38 | 2008    | Arsenal WFC (9)                 | 4 - 1                | Leeds United Women          | City Ground                           | 24 582    |
| 39 | 2009    | Arsenal WFC (10)                | 2 - 1                | Sunderland AFCL             | Pride Park Stadium                    | 23 291    |
| 40 | 2010    | Everton FC (2)                  | 3 - 2 ap             | Arsenal WFC                 | City Ground                           | 17 505    |
| 41 | 2011    | Arsenal WFC (11)                | 2 - 0                | Bristol City WFC            | Ricoh Arena                           | 13 885    |
| 42 | 2012    | Birmingham City WFC (1)         | 2 - 2 ap (3 - 2 tab) | Chelsea FC Women            | Ashton Gate                           | 8 732     |
| 43 | 2013    | Arsenal WFC (12)                | 3 - 0                | Bristol City WFC            | Keepmoat Stadium                      | 4 988     |
| 44 | 2014    | Arsenal WFC (13)                | 2 - 0                | Everton FC                  | Stadium MK                            | 15 098    |
| 45 | 2015    | Chelsea FC Women (1)            | 1 - 0                | Notts County Ladies         | Stade de Wembley                      | 30 710    |
| 46 | 2016    | Arsenal WFC (14)                | 1 - 0                | Chelsea FC Women            | Stade de Wembley                      | 32 912    |
| 47 | 2017    | Manchester City (1)             | 4 - 1                | Birmingham City WFC         | Stade de Wembley                      | 35 271    |
| 48 | 2018    | Chelsea FC Women (2)            | 3 - 1                | Arsenal WFC                 | Stade de Wembley                      | 45 423    |
| 49 | 2019    | Manchester City (2)             | 3 - 0                | West Ham Women              | Stade de Wembley                      | 43 264    |
| 50 | 2020    | Manchester City (3)             | 3 - 1                | Everton FC                  | Stade de Wembley                      | 0         |
| 51 | 2021    | Chelsea FC Women (3)            | 3 - 0                | Arsenal WFC                 | Stade de Wembley                      | 40 942    |
| 52 | 2022    | Chelsea FC Women (4)            | 3 - 2                | Manchester City             | Stade de Wembley                      | 49 094    |
| 53 | 2023    | Chelsea FC Women (5)            | 1 - 0                | Manchester United           | Stade de Wembley                      | 77 390    |
| 54 | 2024    | Manchester United (1)           | 4 - 0                | Tottenham Hotspur Women     | Stade de Wembley                      | 76 082    |
| 55 | 2025    | Chelsea FC Women (6)            | 3 - 0                | Manchester United           | Stade de Wembley                      | 74 412    |

## Bilan par club
De 2000 à 2008, le vainqueur de la Coupe rencontre le champion d'Angleterre lors du Community Shield féminin.
| Rang | Clubs                       | Titres (éditions)                                                                       | Finales perdues (éditions)                   | Finales disputées |
| ---- | --------------------------- | --------------------------------------------------------------------------------------- | -------------------------------------------- | ----------------- |
| 1    | Arsenal WFC                 | 14 (1993, 1995, 1998, 1999, 2001, 2004, 2006, 2007, 2008, 2009, 2011, 2013, 2014, 2016) | 3 (2010, 2018, 2021)                         | 17                |
| 2    | Southampton FCW             | 8 (1971, 1972, 1973, 1975, 1976, 1978, 1979, 1981)                                      | 2 (1974, 1977)                               | 10                |
| 3    | Doncaster Belles            | 6 (1983, 1987, 1988, 1990, 1992 1994)                                                   | 7 (1984, 1985, 1986, 1991, 1993, 2000, 2002) | 13                |
| 4    | Chelsea FC Women            | 6 (2015, 2018, 2021, 2022, 2023, 2025)                                                  | 2 (2012, 2016)                               | 8                 |
| 5    | Charlton Athletic WFC       | 3 (1996, 2000, 2005)                                                                    | 4 (1998, 2003, 2004, 2007)                   | 7                 |
| 6    | Manchester City             | 3 (2017, 2019, 2020)                                                                    | 1 (2022)                                     | 4                 |
| 7    | Everton FC                  | 2 (1989, 2010)                                                                          | 4 (1988, 2005, 2014, 2020)                   | 6                 |
| 8    | Fulham WFC                  | 2 (2002, 2003)                                                                          | 1 (2001)                                     | 3                 |
| 9    | Millwall Lionesses          | 2 (1991, 1997)                                                                          | 0                                            | 2                 |
| 10   | St Helens WFC               | 1 (1980)                                                                                | 3 (1981, 1983, 1987)                         | 4                 |
| 11   | Queen's Park Rangers Ladies | 1 (1977)                                                                                | 2 (1976, 1978)                               | 3                 |
| 11   | Friends of Fulham           | 1 (1985)                                                                                | 2 (1989, 1990)                               | 3                 |
| 13   | Lowestoft Ladies            | 1 (1982)                                                                                | 1 (1979)                                     | 2                 |
| 13   | Birmingham City WFC         | 1 (2012)                                                                                | 1 (2017)                                     | 2                 |
| 13   | Manchester United           | 1 (2024)                                                                                | 1 (2023)                                     | 2                 |
| 16   | Fodens LFC                  | 1 (1974)                                                                                | 0                                            | 1                 |
| 16   | Howbury Grange              | 1 (1984)                                                                                | 0                                            | 1                 |
| 16   | Norwich City                | 1 (1986)                                                                                | 0                                            | 1                 |
| 19   | Liverpool FCW               | 0                                                                                       | 3 (1994, 1995, 1996)                         | 3                 |
| 20   | Southampton Saints          | 0                                                                                       | 2 (1992, 1999)                               | 2                 |
| 20   | Leeds United Women          | 0                                                                                       | 2 (2006, 2008)                               | 2                 |
| 20   | Bristol City WFC            | 0                                                                                       | 2 (2011, 2013)                               | 2                 |
| 23   | Stewarton & Thistle         | 0                                                                                       | 1 (1971)                                     | 1                 |
| 23   | Lee's Ladies                | 0                                                                                       | 1 (1972)                                     | 1                 |
| 23   | Westthorn United            | 0                                                                                       | 1 (1973)                                     | 1                 |
| 23   | Warminster LFC              | 0                                                                                       | 1 (1975)                                     | 1                 |
| 23   | Preston North End           | 0                                                                                       | 1 (1980)                                     | 1                 |
| 23   | Middlesbrough FCW           | 0                                                                                       | 1 (1982)                                     | 1                 |
| 23   | Wembley                     | 0                                                                                       | 1 (1997)                                     | 1                 |
| 23   | Sunderland AFCL             | 0                                                                                       | 1 (2009)                                     | 1                 |
| 23   | Notts County Ladies         | 0                                                                                       | 1 (2015)                                     | 1                 |
| 23   | West Ham Women              | 0                                                                                       | 1 (2019)                                     | 1                 |
| 23   | Tottenham Hotspur Women     | 0                                                                                       | 1 (2024)                                     | 1                 |

## Sponsoring
Les sponsors initiaux de la compétition, de 1970 à 1993, sont Mitre, Poney Wines et Mycil.